# Наука и гипотеза
Наука и гипотеза (фр. La Science et l'Hypothèse ) ― научно-популярная книга выдающегося французского математика, физика и философа Анри Пуанкаре (1854-1912). Книга впервые вышла в свет в 1902 году во Франции .

## Содержание
Книга посвящена философско-методологическим проблемам науки. Пуанкаре исследует вопрос о значении гипотезы в науке, объясняет природу математического мышления. Проводит анализ понятий математической величины, принципы, постулаты и гипотезы в геометрии, механике, физике. В качестве доказательств своих положений приводит примеры из истории оптики и электродинамики.
Данная книга стала первой из знаменитых трудов Анри Пуанкаре, относящихся к философии науки. Книга рекомендуется философам, историкам и методологам науки, а также широкому кругу читателей, интересующихся проблемами науки, в том числе математикам, механикам, физикам.
Автор придерживается точки зрения, что абсолютная истина в науке недостижима, и в целом научные верования основаны на приемлемых условностях, поскольку они более действительны, чем доступные альтернативы.
В этой книге Пуанкаре описывает открытые научные вопросы, касающиеся фотоэлектрического эффекта, броуновского движения и теории относительности физических законов в пространстве.
Чтение этой книги вдохновило Альберта Эйнштейна на написание соответствующих статей, опубликованных в 1905 году, году, который вошел в анналы науки как «Annus Mirabilis» Эйнштейна.

## Издание в России
Книга была переведена на русский язык и вышла в свет в издательстве «Ленанд» в 2021 году. ISBN 978-5-9710-8563-8